# Edi Rada
Edward Anton Richard Rada, detto Edi (Vienna, 13 settembre 1922 – North Vancouver, 13 luglio 1997), è stato un pattinatore artistico su ghiaccio austriaco.

## Palmarès
| Evento                    | 1938 | 1939 | 1940 | 1941 | 1942 | 1943 | 1944 | 1945 | 1946 | 1947 | 1948 | 1949 |
| ------------------------- | ---- | ---- | ---- | ---- | ---- | ---- | ---- | ---- | ---- | ---- | ---- | ---- |
| Giochi olimpici invernali |      |      |      |      |      |      |      |      |      |      | 3°   |      |
| Campionati mondiali       | 7°   | 4°   |      |      |      |      |      |      |      |      | R    | 3°   |
| Campionati europei        | 7°   | 4°   |      |      |      |      |      |      |      |      | 3°   | 1°   |
| Campionati tedeschi       |      | 2°   |      | 2°   |      | 1°   |      |      |      |      |      |      |
| Campionati austriaci      | 2°   | 1°   | 1°   | 1°   | 1°   |      |      |      | 1°   | 1°   | 1°   | 1°   |

R = Ritirato